# 鈴島
鈴島（すずしま）は、三重県北牟婁郡紀北町・三浦海岸の東の沖合約2kmの熊野灘に位置する、南北800m、東西600mの大きさの無人島（地番は三浦824番地）。島内には「鈴島池」という海跡湖が見られる。貴重な植物の群生地であると同時に絶滅危惧種のカンムリウミスズメ等の鳥類の生息地となっている。島名は本土の紀北町三浦にある「鈴島山海蔵寺」から取ったとされる。

## 自然保護の歴史
戦後に至るまで鈴島の自然の貴重性が注目されることはなかったが、魚付林として漁民に守られてきた。一時は架橋し観光地化する計画もあったという。
まず、1956年（昭和31年）5月2日に「鈴島暖地性植物群落」として島の北側4haが三重県指定天然記念物となった。北側のみが指定された背景には、南半分の森林が伐採されてしまったということがある。
続いて1968年（昭和43年）3月18日には近隣の丸山、赤野島と共に「造礁サンゴ群生地」として三重県の天然記念物指定を受けた。
鈴島を含む「紀伊長島」地区は1979年（昭和54年）、小笠原諸島とともに国指定鳥獣保護区の特別保護地区に指定されている。特別保護地区指定は10年おきに更新され、2009年（平成21年）11月1日からの更新では指定期間が20年に延長された。

## 動植物
以下は鈴島で見られる主な動植物である。

### 動物
鳥類が34科74種確認されている。
- アマツバメ
- イソヒヨドリ
- ウチヤマセンニュウ
- オオミズナギトリ
- カラスバト
- カワラヒワ
- カンムリウミスズメ
- クロサギ
- ハヤブサ
- ユリカモメ

このほか、本土から渡ったとされるニホンジカやニホンイノシシが確認されている。造礁サンゴは23種いる。

### 植物
照葉樹林が発達する。
- オニヤブソテツ
- カクレミノ
- クスノキ
- シャリンバイ
- タブノキ
- トベラ
- ハマオモト
- ハマナツメ
- ハマボウ
- ヤブニッケイ

人工的なヒノキの植林も見られる。

## 交通
- 最寄り駅はJR紀勢本線三野瀬駅。徒歩10分ほどで三浦港に到着する[5]。三浦港からは船で10分ほどである[5]が、入島には紀北町教育委員会の許可が必要である[6]。公共交通は存在しない。
- 三浦海岸にある高塚公園展望台からは鈴島がよく見える。